# ها گیانگ
ها جیانگ (listenⓘیک شهر است که در کنار رود لُو در شمال شرقی ویتنام واقع شده است. این شهر مرکز استان هاآ گیانگ است. مساحت شهر ۱۳۵.۳۳ کیلومتر مربع است و طبق سرشماری ۲۰۱۹، جمعیت آن ۵۵,۵۵۹ نفر بود.[۱] جمعیت این منطقه از ۲۲ قوم مختلف تشکیل شده است که ۵۵.۷٪ آن‌ها مردم ویتنامی (کین) و تائی هستند. این منطقه به عنوان "زیباترین مکان در تمام ویتنام" شناخته شده است.[۲]
این شهر نقطه شروع محبوبی برای دور زدن حلقه ها جیانگ است، مسیری در امتداد QL4C که معمولاً با موتورسیکلت از آن عبور می‌کند و شامل Lũng Cú ، Lung Cu Flag Tower ، منطقه Đồng Văn ، Sà Phìn و Mèo Vạc است.  

## تاریخ
تا قرن نوزدهم، سکونتگاه Vị Xuyên، که در جنوب ها گیانگ قرار داشت (چو هان: 河楊)، بازار اصلی و بزرگترین سکونتگاه در این منطقه بود. در دوران سلطنت دودمان Nguyễn (۱۸۰۲–۱۹۴۵)، شهر ها گیانگ، که اکنون در شهرستان Trần Phú قرار دارد، شروع به رشد کرد. در سال ۱۸۴۲، این شهر به استان سابق Tuyên Quang الحاق شد.
در سال ۱۸۴۲، ها گیانگ به استان جدید تویِن کوانگ ملحق شد که در آن زمان به شمال تا مرز چین امتداد داشت. پس از فتح این منطقه توسط فرانسه در سال ۱۸۸۶، ها گیانگ به یک پایگاه نظامی مهم استعماری فرانسه تبدیل شد.
در ۱۲ اوت ۱۹۹۱، استان ها گیانگ دوباره تأسیس شد و از استان تویِن کوانگ جدا گردید. هنگام جدا شدن، استان ها گیانگ شامل ۱۰ واحد اداری بود و شهر ها گیانگ به عنوان مرکز استان ها گیانگ تبدیل شد.
در ۲۷ سپتامبر ۲۰۱۰، شهر ها گیانگ به طور رسمی به یک شهر استانی ارتقا یافت.
در مارس ۲۰۱۴، پروژه توسعه شهری نوع II توسط نخست وزیر در تصمیم شماره ۱۹۰ تصویب شد که شامل استان‌های وین فوک، ها گیانگ و هوا تِین–هوی است، به لطف بسته کمک غیرقابل بازگشت از بانک توسعه آسیایی (ADB). در خصوص استان ها گیانگ، این پروژه شامل ارتقاء جاده‌ها، ساخت دو پل جدید و ارتقاء سیستم فاضلاب است.

## اداره
واحدهای اداری زیر به عنوان بخشی از شهر ها جیانگ شناخته می شوند:
- Trần Phú Ward  - تران پو وارد
- Minh Khai Ward - مین خی وارد
- Nguyễn Trãi Ward - بخش نگوین ترای
- Quang Trung Ward - بخش نگوین ترای
- Ngọc Hà Ward - نگوک ها وارد
- Phương Thiện - پهونگ تهین
- Phương Độ - پهوتونگ دو
- Ngọc Đường - نگوک دورنگ

## اقتصاد
استان ها گیانگ یک منطقه کوهستانی است. بخش زیادی از این استان برای کشاورزی مناسب نیست و بیشتر اراضی آن پوشیده از جنگل است. فلات مرکزی ها گیانگ  برای کشت آلو، هلو و خرمالو مناسب است که این محصولات به خارج از کشور صادر می‌شوند. چای نیز در این منطقه کشت می‌شود.

استان ها گیانگ یکی از فقیرترین استان‌های ویتنام است. به طور سنتی، بخش عظیمی از فعالیت‌های اقتصادی این استان به کشاورزی و جنگلداری مربوط می‌شد، اما در سال‌های اخیر تلاش‌هایی برای راه‌اندازی صنعت تولیدی صورت گرفته است. زیرساخت‌ها در ها گیانگ بهبود یافته‌اند، اما همچنان در مقایسه با بسیاری از دیگر مناطق ویتنام ضعیف باقی مانده‌اند – جاده‌ها، مدارس و خدمات بهداشتی در این استان نسبت به دیگر مناطق کمتر توسعه یافته‌اند. از زمان تعیین پارک ژئوپارک فلات کارست Đông Văn (دونگ وان) در سال ۲۰۱۰، صنعت گردشگری در این استان در حال رشد است.

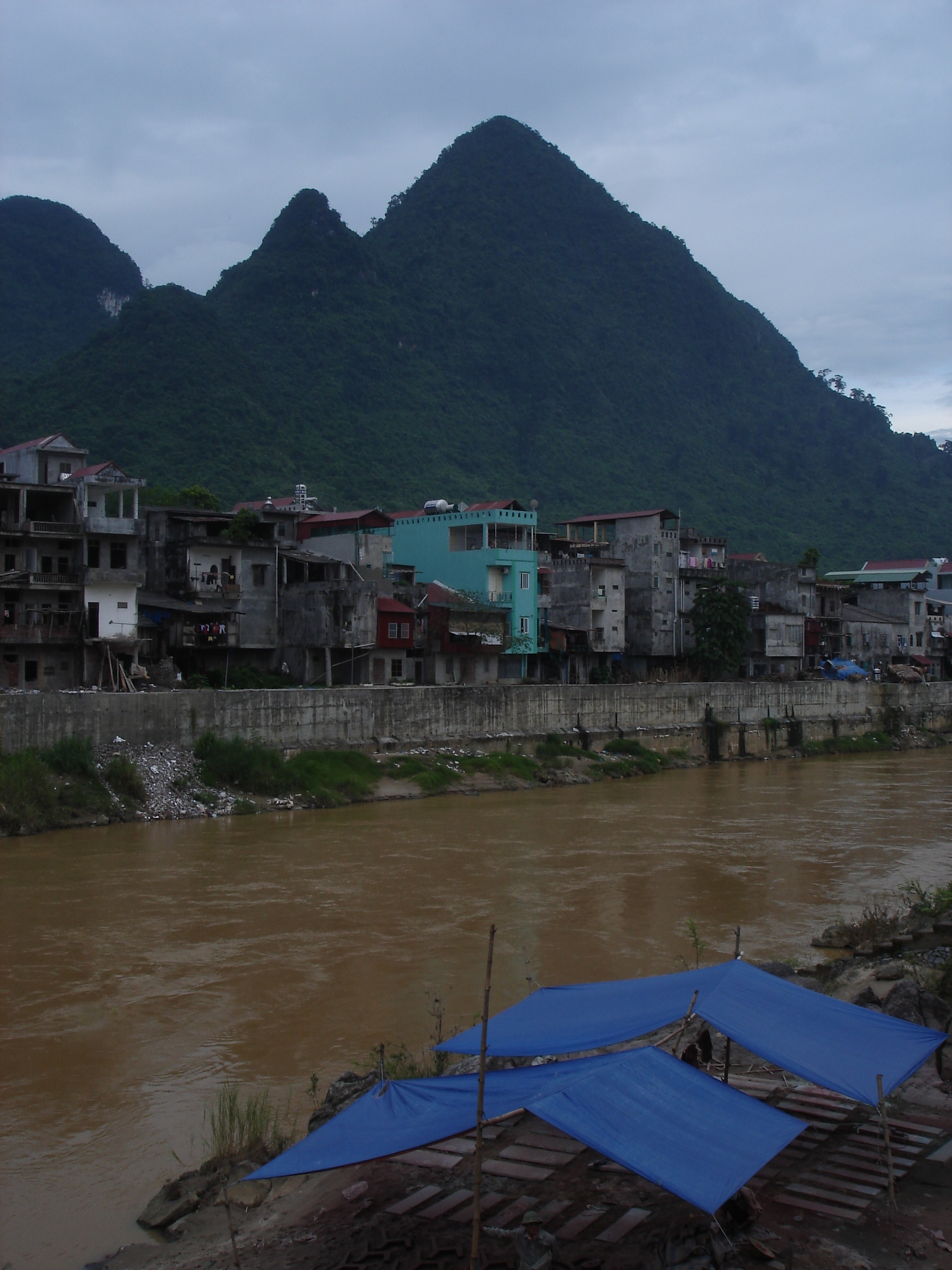
ها جیانگ

## خصوصیات
ها گیانگ ۱۳۵٫۳۳ کیلومترمربع مساحت و ۷۱٬۶۸۹ نفر جمعیت دارد.